# Energipark
En energipark eller hybridpark er et anlæg, som samler forskellige energikilder, oftest vedvarende, på samme sted for at producere og/eller lagre energi. Den kan for eksempel inkludere en kombination af følgende:
- Energiproduktion fra solceller, vindkraft, biogas, vandkraft, geotermisk energi osv., evt. styring af dette i et mikroelnet
- Lagring af energi i batterier, flydende biobrændsler eller lignende.

Formålet med samlokaliseringen er at udnytte infrastruktur som f.eks. elnet, veje, vandforsyning, fjernvarme osv. mere effektivt. Energiparken kan også samle virksomheder, der udveksler den energi og andre ressourcer, der produceres i parken. 
Energiparker findes i en række lande. 

## Energiparker i Danmark
I Danmark er udtrykket især blevet anvendt, efter at Folketinget i 2023 indgik en aftale om udbygning af vedvarende energi på landjorden, hvor energiparker fik en veldefineret og vigtig rolle. Der findes dog også energiparker før denne aftale. Et tidligt eksempel på en dansk energipark er GreenLab i Salling ved Skive, der blev indviet i 2017 med et biogasanlæg som et af de første projekter, og som i 2025 også har vindmøller, solceller, batterier og brint-fremstilling, forbundet i eget elnet.
En energipark består i dansk administrativ sprogbrug af et eller flere arealer i samme geografiske område, der har en årlig elproduktion, som svarer til mindst seks landvindmøller (dvs. 100 mio. kWh). Disse energiparker har særlige vilkår med mere lempelige regler, hvad angår arealbeskyttelse, tilladelser og dispensationer.
Energiparkerne er et resultat af en bred politisk aftale i Folketinget, som i december 2023 blev indgået mellem Regeringen Mette Frederiksen II (Socialdemokratiet, Venstre og Moderaterne) og oppositionspartierne Socialistisk Folkeparti, Det Konservative Folkeparti, Enhedslisten, Radikale Venstre og Alternativet. Aftalen, der fik navnet "Klimaaftale om mere grøn energi fra sol og vind på land 2023", omfattede rammevilkår til udbygning af vedvarende energi på landjorden. En vigtig del af aftalen var at gøre det nemmere at opføre større energiparker med en kombination af solceller og vindmøller. Samtidig skulle parkerne kunne kombineres med power-to-X-anlæg og lokale virksomheder, og kompensationen til naboer og lokalsamfund, der bidrager med arealer til vedvarende energi, blev øget.
Allerede inden aftalen blev indgået, havde 19 danske kommuner udpeget i alt 32 arealer, som de fandt velegnede til energiparker. Pr. september 2024 havde regeringen udvalgt 26 forskellige områder til at huse energiparkerne.
Den 13. marts 2025 blev Idomlund nogle få kilometer vest for Holstebro udpeget som  stedet for den første større energipark af ministeren for byer og landdistrikter Morten Dahlin, og indviet 30. april 2025. Stedet er knudepunkt for en stor solpark, den kommende havmøllepark Thor, Vestkystforbindelsen samt eventuelle forbindelser til Power-to-X anlæg. Et brintrør til Esbjerg er dog ikke vedtaget.

### Liste med danske energiparker
| Navn              | Vindmøller MW | Solceller MW | Kommune           | Lokation                                   | Funktion       | Noter  |
| ----------------- | ------------- | ------------ | ----------------- | ------------------------------------------ | -------------- | ------ |
| Nørhede-Hjortmose | 73            | 15           | Ringkøbing-Skjern | 56°05′19″N 8°22′20″Ø / 56.0885°N 8.37217°Ø |                | [ 17 ] |
| Holmen Ringkøbing | 41            | 71           | Ringkøbing-Skjern | 55°51′07″N 8°19′19″Ø / 55.852°N 8.322°Ø    |                | [ 18 ] |
| Greenlab          | 54            | 26           | Skive             | 56°38′N 8°59′Ø / 56.64°N 8.98°Ø            | biogas, brint  | [ 5 ]  |
| St. Soels         | 25            | 19           | Herning           | 56°16′N 8°45′Ø / 56.27°N 8.75°Ø            |                | [ 19 ] |
| Ramme             | 12            | 39           | Lemvig            | 56°26′35″N 8°10′16″Ø / 56.443°N 8.171°Ø    | 10 MW ammoniak | [ 20 ] |